# Uma paraphygas
Espèce
Statut de conservation UICN

 NT  : Quasi menacé
Uma paraphygas est une espèce de sauriens de la famille des Phrynosomatidae.

## Répartition
Cette espèce est endémique du Mexique. Elle se rencontre dans le Coahuila et le Chihuahua.

## Publication originale
- Williams, Chrapliwy & Smith, 1959 : A new fringe-footed lizard (Uma) from Mexico. Transactions of the Kansas Academy of Science, vol. 62, no 2, p. 166-172.